# كأس العالم للسيدات 2027
كأس العالم للسيدات 2027 هي النسخة العاشرة من كأس العالم للسيدات.سيشارك في البطولة 32 فريقًا وطنيًا بما في ذلك منتخب الدولة المضيفة، بعد إعلان الفيفا عن توسيع البطولة في يوليو 2019.